# 第59回ヴェネツィア国際映画祭
第59回ヴェネツィア国際映画祭は、2002年8月28日から9月7日まで開催された。

## 上映作品

### コンペティション部門
アルファベット順。邦題がついていない場合は原題の下に英題。
| 題名 原題                                      | 監督                           | 製作国                                  |
| ---------------------------------------------- | ------------------------------ | --------------------------------------- |
| 逢いたくて Au plus près du paradis             | トニー・マーシャル             | フランス スペイン カナダ                |
| ベアーズ・キス Bear's Kiss                     | セルゲイ・ボドロフ             | ロシア ドイツ スウェーデン              |
| 堕天使のパスポート Dirty Pretty Things         | スティーヴン・フリアーズ       | イギリス                                |
| Dolls                                          | 北野武                         | 日本                                    |
| Dom durakov (House of Fools)                   | アンドレイ・コンチャロフスキー | ロシア フランス                         |
| エデンより彼方に Far From Heaven               | トッド・ヘインズ               | アメリカ合衆国                          |
| フリーダ Flida                                 | ジュリー・テイモア             | アメリカ合衆国 メキシコ カナダ          |
| Führer Ex (Fuhrer Ex)                          | ヴィンフリード・ボネンガル     | ドイツ イタリア                         |
| Julie Walking Home                             | アニエスカ・ホランド           | ポーランド ドイツ カナダ アメリカ合衆国 |
| 列車に乗った男 L'homme du train                | パトリス・ルコント             | フランス                                |
| 過去の力 La Forza del passato                  | ピエルジョルジョ・ガイ         | イタリア                                |
| きらめきの季節/美麗時光 美麗時光               | チャン・ツォーチ               | 台湾                                    |
| Nackt (Naked)                                  | ドーリス・デリエ               | ドイツ                                  |
| Nha fala (My Voice)                            | フローラ・ゴメス               | ポルトガル フランス ルクセンブルク      |
| オアシス 오아시스                              | イ・チャンドン                 | 韓国                                    |
| ロード・トゥ・パーディション Road to Perdition | サム・メンデス                 | アメリカ合衆国                          |
| マグダレンの祈り The Magdalene Sisters         | ピーター・ミュラン             | アイルランド イギリス                   |
| The Tracker                                    | ロルフ・デ・ヒーア             | アメリカ合衆国                          |
| Un monde presque paisible (Almost Peaceful)    | ミシェル・ドヴィル             | フランス                                |
| 愛という名の旅 Un Viaggio chiamato amore       | ミケーレ・プラチド             | イタリア                                |
| Velocità massima (Maximum Velocity)            | ダニエレ・ヴィカリ             | イタリア                                |

### コンペティション外
- 『10ミニッツ・オールダー イデアの森』：ジャン＝リュック・ゴダール、イシュトヴァン・サボー、フォルカー・シュレンドルフ、クレール・ドニ、マイク・フィギス、ベルナルド・ベルトルッチ、イジー・メンツェル、マイケル・ラドフォード（ イギリス/ ドイツ/ フランス）
- 『K-19』：キャスリン・ビグロー（ アメリカ合衆国）
- 『ダンス オブ テロリスト』：ジョン・マルコヴィッチ（ スペイン）
- 『ナコイカッツィ』：ゴッドフリー・レジオ（ アメリカ合衆国）
- 『ブラッド・ワーク』：クリント・イーストウッド（ アメリカ合衆国）
- 『微笑みに出逢う街角』：エドアルド・ポンティ（ カナダ/ イタリア）
- 『リプリーズ・ゲーム』：リリアーナ・カヴァーニ（ イタリア/ イギリス）
- 『Johan Padan: A la descoverta de le americhe』：Giulio Cingoli（ イタリア）
- 『La Boîte magique (Magic Box)』：リダ・ベヒ（ フランス/ チュニジア）
- 『My name is Tanino』：パオロ・ヴィルツィ（ イタリア）

### コントロ・コレンテ部門
- 『ケン・パーク』：ラリー・クラーク（ アメリカ合衆国）
- 『春の惑い』：田壮壮（ 中国/ フランス/ 香港）
- 『フル・フロンタル』：スティーヴン・ソダーバーグ（ アメリカ合衆国）
- 『ミッシング・ガン』：陸川（ 中国）
- 『リリア 4-ever』：ルーカス・ムーディソン（ スウェーデン）
- 『六月の蛇』：塚本晋也（ 日本）
- 『L'Anima Gemella (Soul Mate)』：セルジオ・ルビーニ（ イタリア）
- 『La Virgen De La Lujuria (The Virgin Of Lust)』：アルトゥーロ・リプステイン（ スペイン/ メキシコ/ ポルトガル）
- 『Lilijina zgodba  (Lilly's Story)』：Roviros Manthoulis（ ハンガリー/ スロベニア/ ギリシャ/ フランス）
- 『Musikk for bryllup og begravelser (Music for Weddings and Funerals)』：Unni Straume（ ノルウェー/ スウェーデン）
- 『Nizhalkkuthu (Shadow Kill)』：アドゥール・ゴーパーラクリシュナン（ フランス/ インド/ オランダ/ スイス）
- 『Nuomos sutartis (The Lease)』：Kristijonas Vildziunas（ リトアニア）
- 『Poniente』：チュス・グティエレス（ スペイン）
- 『トイレ、どこですか?』：フルーツ・チャン（ 香港）
- 『Rosa la china』：バレリア・サルミエント（ キューバ/ スペイン/ フランス/ ポルトガル）
- 『Un homme sans l'Occident (Untouched by the West)』：レイモン・ドゥパルドン（ フランス）
- 『Vendredi soir (Friday Night)』：クレール・ドニ（ フランス）
- 『Zendan-e Zanan (Women's Prison)』：Manijeh Hekmat（ イラン）

## 審査員

### コンペティション部門
- コン・リー（ 中国/女優） 審査員長
- ジャック・オーディアール（ フランス/映画監督、脚本家）
- エフゲニー・エフトゥシェンコ（ ロシア/映画監督、脚本家）
- ウルリッヒ・フェルスベルク（ ドイツ/プロデューサー）
- ラズロ・コヴァックス（ ハンガリー/撮影監督）
- フランチェスカ・ネリ（ イタリア/女優）
- イエスィム・ウスタオウル（ トルコ/映画監督）

## 受賞作品

### コンペティション部門
- 金獅子賞：『マグダレンの祈り』（ピーター・マラン）
- 銀獅子賞：イ・チャンドン （『オアシス』）
- 審査員特別大賞：『Dom Durakov』（アンドレイ・コンチャロフスキー）
- 男優賞：ステファノ・アコルシ （『愛という名の旅』）
- 女優賞：ジュリアン・ムーア （『エデンより彼方に』）
- マルチェロ・マストロヤンニ賞：ムン・ソリ （『オアシス』）
- 撮影賞：エドワード・ラックマン （『エデンより彼方に』）
- ルイジ・デ・ラウレンティス賞：『Due amici』（スピロ・シモーネ、フランチェスコ・スフラメーリ）、『Roger Dodger』（ディラン・キッド）

### コントロ・コレンテ部門
- サン・マルコ賞：『春の惑い』（田壮壮）
- 審査員特別賞：『六月の蛇』（塚本晋也）
- 特別表彰：『La virgen de la lujuria』（アルトゥーロ・リプスタイン）、『トイレ、どこですか?』（フルーツ・チャン）